# Елена ди Галлура

Юдикаты средневековой Сардинии

Елена (итал. Elena di Gallura; р. ок. 1190, ум. 1218) — судья Галлуры с 1202/1203. Дочь Баризоне II ди Галура и Елены ди Лакон. Первая юдикесса в истории Сардинии.
Умирая, Баризоне II попросил папу Иннокентия III оказывать дочери покровительство. Понтифик направил письмо Бьяжио — архиепископу Торреса, с просьбой обеспечить передачу власти наследнице без вмешательства соседей — судей Торреса, Кальяри и Арбореи. Также он поручил архиепископу оградить Елену от домогательств нежелательных женихов.
В письме от 11 мая 1206 г. папа предложил ей в мужья своего родственника — некоего Тразимондо. Однако Елена отказалась от этой партии и вышла замуж за Ламберто Висконти ди Элдицио — знатного пизанского дворянина. Тот после свадьбы (1207) принял титул судьи и взял на себя управление Галлурой.
Елена умерла в 1217 или 1218 году. Её сын Убальдо II Висконти стал судьёй Галлуры в 1225 году.